# Hemidactylus forbesii
Espèce
Statut de conservation UICN

 LC  : Préoccupation mineure
Hemidactylus forbesii est une espèce de geckos de la famille des Gekkonidae.

## Répartition
Cette espèce est endémique de Abd al Kuri dans l'archipel de Socotra au Yémen.

## Description
C'est un gecko insectivore et nocturne.

## Étymologie
Cette espèce est nommée en l'honneur de Henry Ogg Forbes.

## Publication originale
- Boulenger, 1899  : Descriptions of the new species of reptiles. Bulletin of the Liverpool Museum, vol. 2, n. 1, p. 4-7 (texte intégral).